# SN 1998cs
SN 1998cs – supernowa typu Ia odkryta 29 czerwca 1998 roku w galaktyce UGC 10432. W momencie odkrycia miała maksymalną jasność 17,50m.